# Kurt Huhn
Kurt Huhn (* 18. Mai 1902 in Elbing; † 16. September 1976 in Ost-Berlin) war ein deutscher Schriftsteller und Publizist. Er war an der Entwicklung einer sozialistischen Nationalliteratur in der DDR maßgeblich beteiligt.

## Leben
Kurt Huhn wurde am 18. Mai 1902 als Kind einer Arbeiterfamilie geboren. Sein Vater war Metallarbeiter, seine Mutter vor der Heirat Küchenmädchen; später trug sie als Erntehelferin zum Familieneinkommen bei. Kurz nach seiner Geburt übersiedelte die Familie von Westpreußen nach Berlin-Neukölln, weil der Vater wegen Beteiligung an einem Lohnstreik in der ihn beschäftigenden Werft seine Arbeit verloren hatte. 1908 wurde Kurt Huhn in die 17. Gemeindeschule in Neukölln eingeschult. Nach dem Abgang 1916 begann er eine Schlosserlehre bei Siemens. 1917 trat er in die Sozialistische Arbeiter-Jugend (SAJ) ein. Gleich nachdem sich 1919 die KPD gegründet hatte, wurde er Mitglied des Kommunistischen Jugendverbandes. Seine Schlosserlehre beendete er 1920 erfolgreich, fand aber nur Arbeit als Karrenschieber in einer Maschinenfabrik. Nebenher besuchte er einen Volkshochschulkurs zur Sprachstilkunde. Die ersten schriftstellerischen Arbeiten des 18-jährigen wurden in der Roten Fahne veröffentlicht.
Betroffen von der übergreifenden Arbeitslosigkeit zog er bald als Wanderarbeiter durch Deutschland mit Brotarbeiten auf Bauernhöfen, im Bergwerk, in der Kokerei und als Packer sowie zuletzt als Buchhandelsgehilfe. 1923 trat er in die KPD ein. Im selben Jahr veröffentlichte er die Gedichtsammlung Rhythmus der Zeit im Berliner Werktat Verlag. 1924 fand er Arbeit als Schlosser in der Motorenfabrik der A.E.G. in Berlin. Als freier Mitarbeiter verfasste er zahlreiche Beiträge für Die Rote Fahne, Die Rote Front, Die Linkskurve, Das Rote Sprachrohr, Welt am Abend, Berlin am Morgen, Der Gegner, Der Strom etc., zum Teil unter dem Pseudonym K. H. Elbing. Anfang 1925 erfolgte die Publikation seines schon 1923 zusammengestellten Gedichtbandes Kampfruf im Verlag Junge Garde Berlin und im April 1925 die Beschlagnahme aller literarischen Arbeiten nebst Anklageerhebung gemäß dem Republikschutzgesetz, das bei KPD-Propaganda besonders hart angewendet wurde. Zur Einstellung des Prozesses kam es genau ein Jahr später. 1928 war Huhn Gründungsmitglied des Bundes proletarisch-revolutionärer Schriftsteller (BPRS). Er leitete die Sektion Lyrik.
Den Schritt zum freien Schriftsteller vollzog er 1930. Von 1930 bis 1932 arbeitete er am Roman Blut und Eisen. Das 1933 für die Drucklegung vorgesehene Manuskript lag bereits in den Verlagsräumen und wurde dort von den inzwischen regierenden Nationalsozialisten konfisziert und vernichtet und konnte somit nicht mehr veröffentlicht werden. Eine Durchschrift verblieb aber bei Huhn. Im selben Zeitraum war er verantwortlicher Redakteur der von Heinz Elm-Mann und Kurt Zube herausgegebenen Zeitschrift Der Steinklopfer. Ruf der Werktätigen. In die Illegalität abgetaucht, schrieb er 1933 Artikel für die nicht zugelassene Zeitschrift Kultur und Kunst. Als Schlosser und Flächenschleifer wurde er 1934 in der Maschinenfabrik Kärger A. G. und 1938 bei H. H. Klüssendorf in Spandau eingestellt. Im November 1938 wurde er verhaftet und in das Polizeigefängnis am Alexanderplatz verbracht. Im Januar 1939 wurde er ins KZ Sachsenhausen überführt, von wo aus er im März 1939 in die „Politische Abteilung“ des KZs Neuengamme überstellt wurde. Daraus entlassen wurde er im Oktober 1940. Die Inhaftierung sollte eine Umerziehung erwirken, die Entlassung – so wurde später spekuliert – mittels Überwachung die Hinführung zu Genossen ermöglichen. Von 1940 bis 1944 arbeitete Huhn als Schlosser, Flächenschleifer und Technischer Revisor. Da sein Betrieb dem Berliner Bombenhagel nach Spremberg auswich, entging er einem erneuten Zugriff durch die Gestapo. Doch auch dort war er nicht sicher und deshalb tauchte er im Januar 1945 abermals in die Illegalität ab, bis der Mai 1945 das Ende der Naziherrschaft brachte.
1945 wurde Huhn Magistratsangestellter in Berlin. 1946 trat er in die SED ein. Der Deutsche Bauernverlag, der das Bauernecho herausgab, stellte ihn 1947 als Kulturredakteur ein. Sein 1948 erschienener Erzählband Flügelschlag der Epochen schildert „kleine, oft unwichtig erscheinende Begebenheiten“ aus den Jahren 1919 bis 1947 um die Themenbereiche Arbeit, Liebe, Krieg und Nachkriegsentbehrungen. Im 1950 veröffentlichten Roman Die stählernen Harfen wandelt sich der in die Rüstungsindustrie befohlene Protagonist laut sozialistischem Jargon in einer „konfliktreichen Handlung“ zu einem „Gegner des imperialistischen Krieges“. Von Februar 1957 bis zum Ende ihres Erscheinens am 25. Juli 1962 war Huhn Chefredakteur der Zeitschrift Die Schatulle, einem Unterhaltungsmagazin des Berliner Verlags, das junge schreibende Arbeiter förderte.
Kurt Huhn war bis zu seinem Tode freier Schriftsteller und Publizist in Berlin. Er verwendete bisweilen sein Pseudonym K. H. Elbing (nach seinem Geburtsort) sowie das Pseudonym Heinz Wölk (nach dem Geburtsnamen seiner Mutter). Er betätigte sich auf dem Gebiet des Liedtextens, und der Reiseberichterstattung, verfasste 1960 den „impressionistischen KZ-Rapport“ Solange das Herz schlägt und veröffentlichte 1962 die weitestgehende Originalfassung von Blut und Eisen unter dem Titel Peter gibt nicht auf. Ende der 1960er Jahre war er Mitglied der Zentralen Revisionskommission des Deutschen Schriftstellerverbandes (DSV). Über den 1973 erschienenen Auswahlband 22 Erzählungen schrieb Bernd Heimberger: „Die 22 Erzählungen sind in ihrer Gesamtheit der gültige Rechenschaftsbericht eines Schriftstellerlebens, sie sind ein Mosaikstein der deutschen sozialistischen Literatur.“

## Werke

### Lyrik
- 1923: Rhythmus der Zeit. Werktat Verlag, Berlin.
- 1923: Tat befreit. Sprechchorwerk (= Landfahrer-Bücher. Nr. 6). Landfahrer Berlin Innere Stadt.
- 1925: Kampfruf. Verlag Junge Garde, Berlin.
- 1958: Nur der Gleichschritt der Genossen singt … Gedichte (= Antwortet uns! Band 17). Verlag Volk und Welt, Berlin.
- 1961: Linksrum geht der Lauf der Welt. Mitteldeutscher Verlag, Halle.
- 1980: Kurt Huhn (= Poesiealbum. Nr. 156). Verlag Neues Leben, Berlin.

### Anthologien (Auswahl)
- 1959: 8 Gedichte in: Edith Zenker (Hrsg.): Wir sind die rote Garde. Proletarisch-revolutionäre Literatur 1914–1933. Verlag Philipp Reclam jun., Leipzig.
- 1960: 4 Gedichte in: Rudolf Hoffmann (Hrsg.): Rotes Metall. Deutsche sozialistische Dichtung 1917–1933. Aufbau-Verlag, Berlin.
- 1969: 3 Gedichte in: René Schwachhofer, Wilhelm Tkaczyk (Hrsg.): Spiegel unseres Werdens. Mensch und Arbeit in der deutschen Dichtung von Goethe bis Brecht. Verlag der Nation, Berlin.

### Prosa
- 1946: Das tägliche Brot. Gebrüder Weiss Verlag, Berlin.
- 1948: Flügelschlag der Epochen. Gebrüder Weiss Verlag, Berlin.
- 1950: Die stählernen Harfen. Roman. Mitteldeutscher Verlag, Halle.
- 1955: Beschreibung eines Weges. In: Hammer und Feder. Deutsche Schriftsteller aus ihrem Leben und Schaffen. Verlag Tribüne Berlin, Berlin, S. 160–181.
- 1960: Solange das Herz schlägt. Mitteldeutscher Verlag, Halle.
- 1962: Peter gibt nicht auf. Roman. Dietz Verlag, Berlin.
- 1973: 22 Erzählungen. Mitteldeutscher Verlag, Halle.

### Reisereportagen (Auswahl)
- 1955: Begegnung mit dem Dedinské Divadlo. Reisebericht aus der ČSR. In: Neues Deutschland, 19., 20. und 22. November 1955, Fortsetzungen jeweils auf S. 4.
- 1956: Bratislava-Romanze. In: Sonntag, 29. Juli 1956, S. 2.
- 1961: Oktoberbummel durch Bukarest. In: Die Schatulle, 31. Mai 1961, S. 16–18.

### Lieder
- Ändern wir das Leben, bessern wir die Welt (Musik: Jean Kurt Forest)
- Bergmann, Glück auf! (Musik: Joachim Werzlau)
- Berlin, Berlin wird schöner sein (auch u.d.T. Wir singen und wir pfeifen; Musik: ?)
- Das Korn steht wie ein hoher Wald (Übersetzung; Originaltext: T. Burin, Musik: Paraschkew Chadschiew)
- Den Frauenhänden (Musik: Willibald Winkler)
- Fahnenlied der Kampfgruppen (Musik: Willibald Winkler)
- Glückliches Paar (Musik: Willibald Winkler)
- Im Winterwald (Musik: Heinz Lötner)
- Lied der bulgarischen Jugend (Übersetzung; Originaltext: T. Burin, Musik: Paraschkew Chadschiew)
- Lied vom Land (Musik: Helmut Rahnsch)
- Sang der Nähmaschinen (Musik: P. W. Kömme)
- Seht die Fahnen auf den Türmen (Musik: Joachim Werzlau)
- Tanz, Sigrid (Musik: Hans Naumilkat)
- Unser Brot (Musik: Willibald Winkler)
- Uns’re Schule, die ist schön (Musik: Hans Naumilkat)
- Vorwärts, Kollegen! (Musik: Paul Noack-Ihlenfeld)
- Wir Bergleute (Musik: Ottmar Gerster)
- Zuversicht (Musik: Jean Kurt Forest)

## Rezeption
Kurt Huhn wurde im Wesentlichen in der DDR rezipiert. Der Spiegel druckte 1959 einmal einen Artikel von Huhn aus dem Neuen Deutschland, kommentarlos mit dem Vermerk „Aus der Presse der Sowjetzone“ ab.
Georg W. Pijet charakterisierte die frühen Gedichte: „Es sind Worte des Kampfes und der Anklage, tiefe Sehnsuchtstöne nach Freiheit und Befreiung aus dem proletarischen Schicksal.“ Im schmalen Gedichtband Kampfruf befänden sich „Verse in geballter Wut und schneidender Anklage gegen die herrschende Gesellschaft“, meinte Heinz Rusch. Adolf Endler nannte dieselben Verse „pathetisch“. Erst später sei Huhns Dichtkunst gereift. Auch Rusch erkannte darin Schwächen, denn neben einem wohltuenden Verzicht auf abgegriffene Floskeln, gebe es manchmal mit dem feurigen jugendlichen Eifer durchgehende kantige, spröde, unbeholfene Verse.
Die Leidenschaft für den arbeitenden Menschen habe Huhn in seiner späteren Lyrik beibehalten, fasste HJR seine Eindrücke für die Freie Presse in Zwickau zusammen. Seine nun kräftige und präzise Sprache lasse das sozialistische Leben pulsieren. Ausführlicher drückte dies Rusch aus: „[Die] Thematik hat sich mit den gesellschaftlichen Veränderungen gewandelt, der expressive Ton seiner früheren Gedichte ist einer sicheren, aber darum nicht weniger leidenschaftlichen Parteinahme für die Arbeiterklasse gewichen. Die Formen sind klarer, strenger geworden.“
„Zur volkstümlichen Einfachheit seiner Gedichte steht Huhns gedankenreiche, stark meditierende lyrische Prosa“, schrieb Charlotte Hermerschmidt im Neuen Deutschland 1962. Eine nachdenkliche Gemächlichkeit machte auch Franz Hammer aus: „In seiner Sprachmusik und Bildkraft erinnert Kurt Huhn oft an den sowjetischen Dichter Konstantin Paustowski. Ihm ähnelt auch sonst seine Erzählweise: nicht vorwärtstreibend, spannungserzeugend, sondern mehr betrachtend, zum Nachdenken zwingend – den Leser gewissermaßen mahnend, den Dingen auf den Grund zu gehen, hartnäckig, ohne sich zu übereilen …“ Irmfried Hiebel betonte den „lyrischen Grundton“ im Erzählwerk, was Heinz Rusch wie folgt ausführte: „Seine Prosa ist tief dichterisch, ja, manchmal fast die Gesetze der Prosa durchbrechend, von einem ausgesprochenen lyrischen Grundklang, ohne daß sie etwas von ihrer realistischen Aussagekraft einbüßt.“
Bernd Heimberger charakterisierte Huhns Stil 1973 im Sonntag: „Die Prosa Huhns hat ihren eigenen, eigenwilligen Sprachduktus, der Situationen und Stimmungen, bekannte und unbekannte Sachverhalte, mit ungewohnten, oft verblüffenden Wortkombinationen neu oder erstmals offenbart.“ 20 Jahre zuvor hatte Günter de Bruyn in seinem Artikel Kurt Huhn oder Die Verrottung von Sprache und Stil in der Neuen Deutschen Literatur Huhn scharf kritisiert. Zu Das tägliche Brot von 1946 bemerkte im April 1947 P. F. in der SED-Zeitung Vorwärts: „Gewiß ist die Sprache nicht immer frei von stilistischen Verstößen, noch ringt der Verfasser um die endgültige künstlerische Form: aber was er mit diesem Werk erreichte, ist immerhin bislang nur wenigen Autoren gelungen: Fragen der jüngsten Vergangenheit und der Gegenwart so zu gestalten, zu verdichten, daß der Eindruck entsteht, sie werden in dieser Interpretation auch nach fünfzig Jahren noch die Leser bewegen.“
Verglich Franz Hammer den Stil mit Konstantin Paustowski, fühlte sich der Rezensent des Nacht-Express bei Flügelschlag der Epochen (1948) an John Dos Passos erinnert: „Mit einer an Dos Passos erinnernden Technik zeitraffender literarischer Wochenschauaufnahmen gestaltet der Autor hier in einer Reihe von Skizzen, Erzählungen und Reportagen die Zeit nach 1919 nach.“ Über Solange das Herz schlägt schrieb der ehemalige DSV-Sekretär Erwin Kohn: „Die lyrisch-subjektive Auffassung des Stoffes ist sehr augenfällig und unterscheidet das Buch von vielen anderen literarischen Darstellungen der Konzentrationslager.“
Die 1973 herausgegebenen 22 Geschichten wurden in der DDR-Presse ausgiebig besprochen. Franziska Arndt nannte die Geschichten in der BZ am Abend Impressionen, die mal flüchtig und mal tiefgründig seien. Irmfried Hiebel (Neues Deutschland) hob die „Darstellungsweise“ hervor, „die reich an Reflexionen und arm an Handlungselementen“ sei „und sich durch eine anspruchsvolle sprachliche Gestaltung“ auszeichne. Georg W. Pijet rief in der Berliner Zeitung noch einmal die markante lyrische Komponente in Erinnerung: „Poesie und Reisebericht, biographische Rückerinnerung und Reflektion ergänzen sich in Huhns Geschichten zu einer neuen künstlerischen Form, in der letztlich seine bildhafte Poesie obsiegt.“

## Auszeichnungen
- zwischen 1956 und 1959: Medaille für ausgezeichnete Leistungen
- 1958: Medaille für Kämpfer gegen den Faschismus 1933 bis 1945
- 1962: Vaterländischer Verdienstorden in Bronze
- 1968: Erinnerungsmünze zu Ehren des 40. Jahrestages der Gründung des Bundes proletarisch-revolutionärer Schriftsteller
- 1969: Verdienstmedaille der Deutschen Demokratischen Republik
- 1970: Ehrenabzeichen des Deutschen Kulturbundes
- 1972: Vaterländischer Verdienstorden in Silber
- 1973: Ehrenauszeichnung der Partei für 50-jährige treue Parteiarbeit
- 1973: Kunstpreis des FDGB für 22 Erzählungen
- 1975: Ehrenmedaille des Komitees der antifaschistischen Widerstandskämpfer der Deutschen Demokratischen Republik